# 和戸
和戸（わど）は、埼玉県南埼玉郡宮代町の町名および大字。現行行政地名は和戸一丁目から五丁目、および大字和戸。町名部分は住居表示実施地区。郵便番号は345-0812。

## 地理
埼玉県の東部地域で宮代町の北西部に位置する。北側および西側で久喜市（大字太田袋、大字下早見、久喜東、大字吉羽）、東側で杉戸町（大字下野、大字下高野）と隣接している。南側では大字須賀、大字国納、和戸横町、宮代台、大字西粂原、大字国納（飛地）と隣接する。中落堀川が流れ、北端の境界としている。大落古利根川が流れ、東端の境界としている。
地内の北部を中心に大字国納の飛地が大小複数個所存在する。地内の北西部およびさいたま幸手線沿道に大字和戸の飛地が存在する。
地内は町丁部分は和戸駅に近く、区画整理された住宅地であるが、その住宅地の中に農地も点在して見られる。大字部分は北西部を中心に広大な水田地帯が広がるなど、農地が多くみられるが、北東部に纏まった住宅地も見られる。その水田地帯を横切るように首都圏中央連絡自動車道（圏央道）が建設され、それを機にその周辺に巨大な物流施設が出来、そこが新たな地名（和戸横町）となった。

### 河川
- 大落古利根川
- 備前堀川
- 備前前堀川
- 中落堀川
- 仏供田落
- 姥ケ谷落

### 地価
住宅地の地価は、2024年（令和6年）1月1日の公示地価によれば、和戸五丁目5番14号の地点で4万9,500円/m2となっている。

## 歴史
もとは江戸期より存在した武蔵国埼玉郡百間領の和戸村で、江戸初期に国納村より分村したと云う。さらに古くは戦国期より見出せる岩槻領のうちの和戸があり、そのころは鷲宮神社の神領を和戸のうちに有していた。村高は正保年間の『武蔵田園簿』では547石余（田214石余、畑332石余）、『元禄郷帳』によると580石余、『天保郷帳』によると595石余であった。化政期の戸数は100軒で、村の規模は東西30町、南北5、6町であった。村内を通る幅四間（約7.2メートル）の日光御成街道には、古利根川を渡る長さ十一間（約20メートル）の和戸橋が架けられていた。
なお、岩槻近傍にかつて同音異字の和土村（わどむら）という自治体が1954年（昭和29年）まであったが、合併7か村との融和に因む名前で有り、当地とは無関係である。
- はじめは知行は旗本水野氏、1689年（元禄2年）より幕府領となる[5]。なお、検地は1690年（元禄3年）に松平清三郎および八木仁兵衛により実施[7][5]。
- 1692年（元禄5年）より、旗本榊原氏および山本氏の相給となる[5]。
- 幕府領の持添新田があり、その検地は1772年（安永元年）に久保田十左衛門により実施[7][5]。
- 幕末の時点では埼玉郡に属し、明治初年の『旧高旧領取調帳』の記載によると、代官・小笠原甫三郎支配所が管轄する幕府領であった[注釈 2]。
- 1868年（慶応4年）6月19日  - 旧幕府領が武蔵知県事・山田政則（忍藩士）の管轄となる。
- 1869年（明治2年）
  - 1月13日 - 武蔵知県事・宮原忠英の管轄区域に大宮県を設置。県庁は東京府馬喰町に置かれる。
  - 9月29日 - 県庁が浦和に置かれ浦和県に改称。
- 1871年（明治4年）11月13日 - 第1次府県統合により埼玉県の管轄となる。
- 1874年（明治7年） - 廃寺となった観音堂(観音院）[注釈 3]に和戸学校（現須賀小学校）が設置される[8]。
- 1878年（明治11年）10月26日 - 地内に和戸教会が創設される[9]。
- 1879年（明治12年）3月17日 - 郡区町村編制法により成立した南埼玉郡に属す。郡役所は岩槻町に設置。
- 1886年（明治19年） - 和戸学校が東粂原の粂原学校に併合される。その後、大正5年に現在の場所（須賀）に移転し須賀小学校に名を改める。
- 1889年（明治22年）4月1日 - 町村制施行により、和戸村が須賀村、西粂原村、東粂原村、国納村と合併し南埼玉郡須賀村が成立する。和戸村は須賀村の大字和戸となる。
- 1899年（明治32年）12月20日 - 地内に東武伊勢崎線が建設され、開通と同時に和戸駅が仮停車場として開業。現在の伊勢崎線第163号踏切（さいたま幸手線）の下り側の場所。
- 1914年（大正3年） - 地内の現在の和戸公民館の場所に須賀村役場が移転する[9]。
- 1955年（昭和30年）7月20日 - 須賀村が百間村と合併し、宮代町の大字となる。地内の須賀村役場は須賀支所となる。
- 1961年（昭和36年） - 地内の須賀支所が廃止される。
- 1971年（昭和46年）
  - 3月 - 地内に須賀公民館（現、和戸公民館）が落成する[10]。
  - 月日不明 - 地内に宮代台団地が造成された[10]。
- 1973年（昭和48年）3月 - 地内に和戸第二公民館が落成する[10]。
- 1979年（昭和54年）11月1日 - 住居表示が実施され、大字和戸、大字国納、大字須賀の各一部から和戸一丁目〜五丁目が成立[11]。
- 1981年（昭和56年）11月1日 - 住居表示が実施され、大字和戸の一部が、宮代台の一部となる[11]。
- 1988年（昭和63年）11月 - 地内に宮代町総合運動公園が造成され、部分開園する[10]。なお、全面開園は1995年（平成7年）6月。
- 2015年（平成27年）3月29日 - 地内に首都圏中央連絡自動車道（圏央道）が延伸開通する。
- 2018年（平成30年）5月24日 - 地内を通る春日部久喜線にバイパスが完成し[注釈 4]、付け替えられる。旧道は町道に降格された。
- 2019年（令和元年） - 宮代和戸横町地区都市計画決定。
- 2023年（令和5年）2月1日 - 宮代和戸横町地区土地区画整理事業の換地処分を実施、大字和戸、大字国納の各一部より和戸横町が成立する[3]。これにより町域の最西端付近に大字和戸の小さな飛び地が新たに出来た。

## 世帯数と人口
2024年（令和5年）4月時点での世帯数と人口は以下の通りである。
| 大字・丁目 | 世帯数    | 人口    |
| ---------- | --------- | ------- |
| 大字和戸   | 701世帯   | 1,460   |
| 和戸一丁目 | 246世帯   | 505人   |
| 和戸二丁目 | 190世帯   | 369人   |
| 和戸三丁目 | 238世帯   | 533人   |
| 和戸四丁目 | 376世帯   | 774人   |
| 和戸五丁目 | 317世帯   | 749人   |
| 合計       | 2,068世帯 | 4,390人 |

## 小・中学校の学区
町立小・中学校に通う場合、学区は以下の通りとなる。
| 大字・丁目 | 番地 | 小学校             | 中学校             |
| ---------- | ---- | ------------------ | ------------------ |
| 大字和戸   | 全域 | 宮代町立須賀小学校 | 宮代町立須賀中学校 |
| 和戸一丁目 | 全域 | 宮代町立須賀小学校 | 宮代町立須賀中学校 |
| 和戸二丁目 | 全域 | 宮代町立須賀小学校 | 宮代町立須賀中学校 |
| 和戸三丁目 | 全域 | 宮代町立須賀小学校 | 宮代町立須賀中学校 |
| 和戸四丁目 | 全域 | 宮代町立須賀小学校 | 宮代町立須賀中学校 |
| 和戸五丁目 | 全域 | 宮代町立須賀小学校 | 宮代町立須賀中学校 |

## 交通

### 鉄道
- 東武伊勢崎線和戸駅

### 道路
- 首都圏中央連絡自動車道（圏央道）
- 埼玉県道65号さいたま幸手線
- 埼玉県道85号春日部久喜線
- 埼玉県道409号和戸停車場線
- 都市計画道路平沼和戸線（未開通） - 久喜市の都市計画道路（けやき通り）。DPL久喜宮代付近で圏央道の側道から分岐している。

## 地域

### 寺社
町丁
- 浅間神社
- 和戸教会 - 埼玉県で一番歴史の古いキリスト教会。当初は和戸交差点の場所に所在した[8]。現在は小売店（コンビニ）が建つ。
- 厳島神社 - 和戸児童公園内にある小祠

大字
- 宇宮神社
- 胡録神社
- 愛宕神社
- 諏訪神社
- 天満宮
- 西方院
- 雷電神社（飛地）

### 施設
町丁
- 宮代和戸郵便局
- 杉戸警察署須賀駐在所
- 和戸公民館 - かつての須賀支所（3代目須賀村役場）の場所。　須賀村役場は1914年（大正3年）までは和戸駅の南側隣接地（2代目）に所在した[8]。
- 和戸宿集会所
  - 和戸児童公園
- クレストヒルズ公園

大字
- 宮代町総合運動公園
  - 体育館「ぐるる宮代」
- 桃山台団地
  - 桃山台自治会館
  - 桃山台中央公園
  - 桃山台南公園
  - 桃山台コミプラ公園（仮称）[14]
  - 桃山台緑地
  - 桃山台遊水池
- 特別養護老人ホームみどりの森
- 久喜宮代清掃センター
- 宮代台北遊水地公園
- 宮代台自治会会館
- 沖の山集会所
- 沖の山公園

過去の施設
- 南彩農業協同組合須賀支店 - 和戸一丁目に所在。2011年1月に宮代支店に統合され、廃止。
- 富士銀行春日部支店和戸出張所 - 和戸一丁目、和戸停車場線の終点の場所に所在。みずほ銀行の時期を経た後廃止。
- 和戸幼稚園[5] - 和戸三丁目、現在の和戸教会の辺りに所在。